# Turó de Picampolla
El Turó de Picampolla és un turó de 755 metres que es troba al NE del sector de llevant del municipi de La Molsosa, a la comarca del Solsonès. S'aixeca a 660 m al nord del poble de Prades de la Molsosa.